# Cedusa inflata
Cedusa inflata är en insektsart som först beskrevs av Ball 1902.  Cedusa inflata ingår i släktet Cedusa och familjen Derbidae. Inga underarter finns listade i Catalogue of Life.